# Storhertug
 Der er for få eller ingen kildehenvisninger i denne artikel, hvilket er et problem. Du kan hjælpe ved at angive troværdige kilder til de påstande, som fremføres i artiklen.

En storhertug er en fyrste, der i rang står mellem hertug og konge jf. storhertugdømme. En storhertug tituleres "kongelig højhed". En storhertugs arving er arvestorhertug og tituleres ligeledes "kongelig højhed". Resten af familien tituleres normalt "højhed" eller "storhertugelig højhed".
Cosimo 1. af Toscana af huset Medici var den første, som fik tildelt titlen (af paven i 1569), selvom hans rige var en del af det Tysk-romerske rige.
Den eneste storhertug i dag er storhertugen af Luxembourg.
På engelsk og fransk er storhertug også titlen på medlemmer af Romanov-familien, den russiske kejserfamilie indtil den russiske revolution i 1917. På dansk og tysk bærer de titlen storfyrste, som er en mere præcis oversættelse af det russiske knjaz, fyrste.